# Bleak House (TV-serie, 2005)
Bleak house är en brittisk TV-serie från 2005. Manuset skrevs av Andrew Davies, baserat på Charles Dickens roman Bleak House från 1853.

## Rollista i urval
- Gillian Anderson - Lady Dedlock
- Katie Angelou - Charley Neckett
- Alun Armstrong - Bucket
- Lilo Baur - Hortense
- Di Botcher - Mrs. Woodcourt
- Loo Brealey - Judy
- Charlie Brooks - Jenny
- Anthony Cozens - Usher
- Richard Cant - Mercury
- Warren Clarke - Boythorn
- Pauline Collins - Miss Flite
- Dermot Crowley - Mr. Vholes
- Charles Dance - Mr. Tulkinghorn
- Tim Dantay - Mr. Rouncewell
- Joanna David - Mrs. Badger
- Phil Davis - Smallweed
- Bryan Dick - Prince Turveydrop
- Harry Eden - Jo
- Alastair Galbraith - Mr. Brownlow
- Tom Georgeson - Clamb
- Burn Gorman - Guppy
- Richard Griffiths - Mr. Bayham Badger
- Peter Guinness - Obducent
- Lisa Hammond - Harriet
- Sheila Hancock - Mrs. Guppy
- Richard Harrington - Allan Woodcourt
- Tony Haygarth – Gridley
- Emily Jewell – Tjänare, London Lodgings
- Matthew Kelly – Gamle Mr. Turveydrop
- Patrick Kennedy – Richard Carstone
- Denis Lawson – John Jarndyce
- John Lynch – Nemo
- Benedict Martin – Polis utanför Krooks
- Sean McGinley – Snagsby
- Alistair McGowan – Mr. Kenge
- Anna Maxwell Martin – Esther Summerson
- Carey Mulligan – Ada Clare
- Andrew Osbourne – Dancer
- Nathaniel Parker – Harold Skimpole
- Brian Pettifer – Mr. Growler
- Richard Pettyfer – Konstapel hos Dedlocks
- Natalie Press – Caddy Jellyby
- Robert Pugh – Mr.Chadband
- Anne Reid – Mrs. Rouncewell
- Ian Richardson – Kansler
- John Sheahan – Fortnum
- Michael Smiley – Phil Squod
- Hugo Speer – Sergeant George
- Sevan Stephan – Mr. Tangle
- Liza Tarbuck – Mrs. Jellyby
- Catherine Tate – Mrs. Chadband
- Roberta Taylor – Mrs. Pardiggle
- Johnny Vegas – Krook
- Timothy West – Sir Leicester Dedlock
- Emma Williams – Rosa